# Raincheval
Raincheval é uma comuna francesa na região administrativa de Altos da França, no departamento de Somme. Estende-se por uma área de 6,8 km². Em 2010 a comuna tinha 282 habitantes (densidade: 41,5 hab./km²).